# Обавештајци (филм из 2016)
Обавештајци (енгл. Central Intelligence) америчка је акциона комедија из 2016. године у режији Росона Маршала Тербера. Сценарио потписују Ике Баринхолц, Дејвид Стасен и Росон Маршал Тербер из приче Баринхолца и Стасена, док су продуценти филма Скот Стубер, Питер Принципато, Пол Јанг и Мајкл Фотрел. Музику су компоновали Теодор Шапиро и Лудвиг Горансон.
Насловне улоге тумаче Кевин Харт као бивша атлетска звезда Калвин Џојнер и Двејн Џонсон као бивши малтретирани средњошколац Боб Стоун, док су у осталим улогама Ејми Рајан, Арон Пол, Данијел Николет и Џејсон Бејтман. Светска премијера филма је била одржана 17. јуна 2016. године у Сједињеним Америчким Државама.
Буџет филма је износио 50 000 000 долара, а зарада од филма је 217 900 000 долара.

## Радња
Прича прати некада малтретираног штребера који је постао смртоносни ЦИА агент (Двејн Џонсон), који се враћа кући због прославе годишњице матуре. Тврдећи да је на тајној мисији, он ће затражити помоћ некада рмпалије с кампуса (Кевин Харт), а сада рачуновође ком недостају славни дани. Али док овај сталожени човек схвати у шта се упустио, биће прекасно да се извуче, а његов непредвидљиви нови пријатељ ће га увући у свет пуцачине, издаје и шпијунаже у ком обојица могу да погину на сто и један начин.
На почетку филма, Џонсонов лик, Роби Вирдик је представљен кроз флешбек као гојазни и нежни дечко у средњој школи који је прави плен за силеџије. У исто време, Хартов лик, Калвин, је супер звезда у школи, момак коме је само небо граница и који ће сигурно успети у животу.
Двадесет година касније, све је другачије. Калвин је рачуновођа без могућности да напредује, у браку који је на климавим ногама, заробљен у досадној свакодневици. С друге стране, Чудни Роби је постао Боб, самоуверени шармер исклесаног тела, с умећима и инстинктима ЦИА оперативца и узбудљивим животом који Калвин може само да сања.
Њих двојица заправо никад нису били другари, али Боб то памти другачије, и то све због једног доброг дела које је Калвин учинио кад је позајмио своју јакну Бобу да се покрије кад су га силеџије избациле голог у фискултурну салу пред целом школом. Због своје доброте, Калвин пристаје да се види с Бобом на пићу, пар дана пре прославе 20 година матуре. Шта може лоше да се деси у једном изласку са старим познаником?
За само пар сати, Бобов наизглед обичан захтев да му Калвин анализира неке финансијске податке, добиће сумњиви обрт и одвешће његовог бившег другара из школе у лавиринт подземних трансакција и опасни план за украдене шифре за амерички шпијунски сателитски систем који може да угрози светску безбедност.
Док његови шефови верују да Боб стоји иза ове крађе и покушавају да га ухвате, он тврди да јури правог злочинца, под шифрованим именом Црни Јазавац. Упркос Калвиновом порицању да има било какве везе с тим, у његов дом и канцеларију ће упасти гомила наоружаних агената − њему ће претити, јуриће га и пуцати на њега, и изненада ће му живот зависити од тога колико брзо може да бежи и колико близу може бити човеку ког би волео да никад није видео.

## Улоге
| Глумац          | Улога                   |
| --------------- | ----------------------- |
| Кевин Харт      | Калвин Џојнер           |
| Двејн Џонсон    | Боб Стоун / Роби Вирдик |
| Ејми Рајан      | Памела Херис            |
| Арон Пол        | Фил Стентон             |
| Данијел Николет | Меги Џојнер             |
| Џејсон Бејтман  | Тревор Олсон            |